# 4-Nitroanilin
A 4-nitroanilin, más néven p-nitroanilin vagy 1-amino-4-nitrobenzol szerves vegyület, képlete C6H6N2O2. Általában köztitermékként használják festékek, gyógyszerek, antioxidánsok és benzin előállításakor, alkalmazzák ezen kívül polimerizációs inhibitorokban, korróziógátlóként, valamint baromfigyógyszerekben is.

## Előállítása
Iparilag a 4-nitro-klórbenzol aminálásával (ammónia hozzáadásával) állítják elő:
ClC6H4NO2  +  2 NH3  →   H2NC6H4NO2  +  NH4Cl
A lenti ábra anilinból kiinduló laboratóriumi szintézisét mutatja be. A reakciósor kulcslépése az aromás elektrofil szubsztitúció, mellyel az aminocsoporthoz képest para helyzetbe visszük be a nitrocsoportot. Ezután el kell választanunk a 2-nitroanilint, amely – kis mennyiségben – szintén képződik a reakció során.

## Fizikai tulajdonságai
Sárga vagy barna por formájában fordul elő. Enyhe, ammóniára emlékeztető szaga van. Szilárd halmazállapotú, sűrűsége 1,437 g/cm³. Vízben jól oldódik, 100 g vízben 80 g oldható (20 °C-on). Olvadáspontja 146–149 °C, forráspontja 332 °C, viszonylag alacsony. Moláris tömege 138,12 g/mol. Mérgező és a környezetre veszélyes.

## Felhasználása
A 4-nitroanilint egy fontos festék, a p-fenilén-diamin gyártásánál használják.

## Mérgezés
Belélegezve vagy lenyelve káros, a mérgezettet gondosan kell kezelni. Az LD50 értéke patkányoknál mérve 750 mg/kg (szájon át). Különösen a vízi élőlényekre nézve veszélyes, a környezetbe kerülve azt hosszú ideig képes károsítani.

## Fordítás
Ez a szócikk részben vagy egészben  a(z)   4-Nitroaniline című angol Wikipédia-szócikk ezen változatának fordításán alapul.  Az eredeti cikk szerkesztőit annak laptörténete sorolja fel. Ez a jelzés csupán a megfogalmazás eredetét és a szerzői jogokat jelzi, nem szolgál a cikkben szereplő információk forrásmegjelöléseként.